# Julie Wilson (Sängerin)
Julie Mae Wilson (* 21. Oktober 1924 in Omaha, Nebraska; † 5. April 2015 in New York) war eine US-amerikanische Sängerin und Schauspielerin.

## Leben und Wirken
Wilson trat zunächst auf lokaler Ebene mit der Band Hank’s Hepcats auf, bevor sie während des Zweiten Weltkriegs in New York in den bekannten Nachtclubs Latin Quarter und dem Copacabana arbeitete. Es folgten Engagements in Miami und Hollywood, in New York gastierte sie dann in Musicals wie Kiss Me, Kate, mit dem sie 1951 auch in London gastierte. Dort lebte sie vier Jahre, wo sie in Shows wie South Pacific und Bells Are Ringing sang, daneben studierte sie an der Royal Academy of Dramatic Art. 1955 kehrte sie an der Broadway zurück; im selben Jahr entstanden Aufnahmen mit dem Orchester von Stan Kenton. 1956 legte sie das Album Love vor, auf dem sie vom Phil Moore Orchestra (u. a. mit Don Elliott, Urbie Green, Barry Galbraith) begleitet wurde. Ferner trat sie in den folgenden Jahren in Filmen wie The Strange One und This Could Be the Night (1957, Regie: Robert Wise) auf, gefolgt von kleineren Rollen in Fernsehfilmen und -serien. 1988 wurde sie für den Tony Award (Best Featured Actress in a Musical für ihre Rolle in der Show Legs Diamond von Pete Allen) nominiert. Im Bereich des Jazz war sie zwischen 1955 und 1999 an 14 Aufnahmesessions beteiligt.
Julie Wilson starb infolge eines Schlaganfalls am 5. April 2015 im Alter von 90 Jahren im New Yorker Stadtteil Manhattan.
Ihr Sohn Holt McCallany (* 1964) ist Schauspieler.

## Diskographische Hinweise
- This Could Be the Night (MGM, 1957), mit Ray Anthony Orchestra
- My Old Flame (Vik, 1957), mit Marty Gold, Russ Case, Phil Moore
- Julie Wilson at the St. Regis (RCA, EP, 1957)
- Meet Julie Wilson (Cameo, ca. 1960), mit Ellis Larkin Trio
- Recorded Live at Brothers & Sisters Volume 2 (Arden, 1975)
- Sings the Kurt Weill Songbook (DRG, 1987)
- Sings the Stephen Sondheim Songbook (DRG, 1987)
- Sings the Cole Porter Songbook (DRG, 1989)
- Sings the Harold Arlen Songbook (DRG, 1989)
- Sings the George Gershwin Songbook (DRG, 1989)
- The Cy Coleman Songbook (DRG, 1999)